# Lawrie Peckham
Lawrie Peckham, wł. Lawrence William Peckham,  (ur. 4 grudnia 1944 w Melbourne) – australijski lekkoatleta, specjalista skoku wzwyż, trzykrotny medalista igrzysk Brytyjskiej Wspólnoty Narodów, trzykrotny olimpijczyk.
Zajął 6. miejsce w skoku wzwyż na igrzyskach Imperium Brytyjskiego i Wspólnoty Brytyjskiej w 1962 w Perth. Na igrzyskach olimpijskich w 1964 w Tokio zajął 10. miejsce w tej konkurencji.
Zwyciężył w skoku wzwyż, a także zajął 18. miejsce  w trójskoku  na igrzyskach Imperium Brytyjskiego i Wspólnoty Brytyjskiej w 1966 w Kingston. Zajął 8. miejsce w skoku wzwyż na igrzyskach olimpijskich w 1968 w Meksyku.
Ponownie zwyciężył w skoku wzwyż na igrzyskach Brytyjskiej Wspólnoty Narodów w 1970 w Edynburgu, a na igrzyskach olimpijskich w 1972 w Monachium zajął w tej konkurencji 18. miejsce. Zdobył srebrny medal na igrzyskach Brytyjskiej Wspólnoty Narodów w 1974 w Christchurch, przegrywając jedynie ze swym kolegą z reprezentacji Australii Gordonem Windeyerem.
Peckham zdobył również złoty medal na igrzyskach Konferencji Pacyfiku w 1969 w Tokio i brązowy w 1973 w Toronto.
Był mistrzem Australii w skoku wzwyż w 1964/1965, 1965/1966, 1966/1967, 1968/1969, 1969/1970, 1970/1971, 1971/1972, 1972/1973, 1973/1974 i 1974/1975, wicemistrzem w 1963/1964 i 1967/1968 oraz brązowym medalistą w 1961/1962 i 1962/1963. Zwyciężył także w mistrzostwach Polski w 1972, które były rozgrywane w obsadzie międzynarodowej.
Rekord życiowy Peckhama w skoku wzwyż wynosił 2,19 m; został ustanowiony 23 października 1965 w Melbourne.
Jego żona Judy Peckham z domu Canty również była lekkoatletką specjalizująca się w biegu na 400 metrów, olimpijką z 1976.